# Кыллахский наслег
Кыллахский наслег — сельское поселение в Олёкминском районе Якутии Российской Федерации.
Административный центр — село Кыллах.

## История
Статус и границы сельского поселения установлены Законом Республики Саха (Якутия) от 30 ноября 2004 года N 173-З N 353-III «Об установлении границ и о наделении статусом городского и сельского поселений муниципальных образований Республики Саха (Якутия)».

## Население
| 2002  | 2010  | 2011  | 2012  | 2013  | 2014  | 2015  |
| ----- | ----- | ----- | ----- | ----- | ----- | ----- |
| 1045  | ↗1146 | ↘1145 | ↘1137 | ↘1120 | ↘1117 | ↘1114 |
| 2016  | 2017  | 2018  | 2019  | 2020  | 2021  |       |
| ↘1077 | ↘1059 | ↘1046 | ↘1043 | ↗1058 | ↘1057 |       |

## Состав сельского поселения
| № | Населённый пункт | Тип населённого пункта       | Население |
| - | ---------------- | ---------------------------- | --------- |
| 1 | Даппарай         | посёлок                      | ↗665      |
| 2 | Кыллах           | село, административный центр | ↘235      |

## Иллюстрации

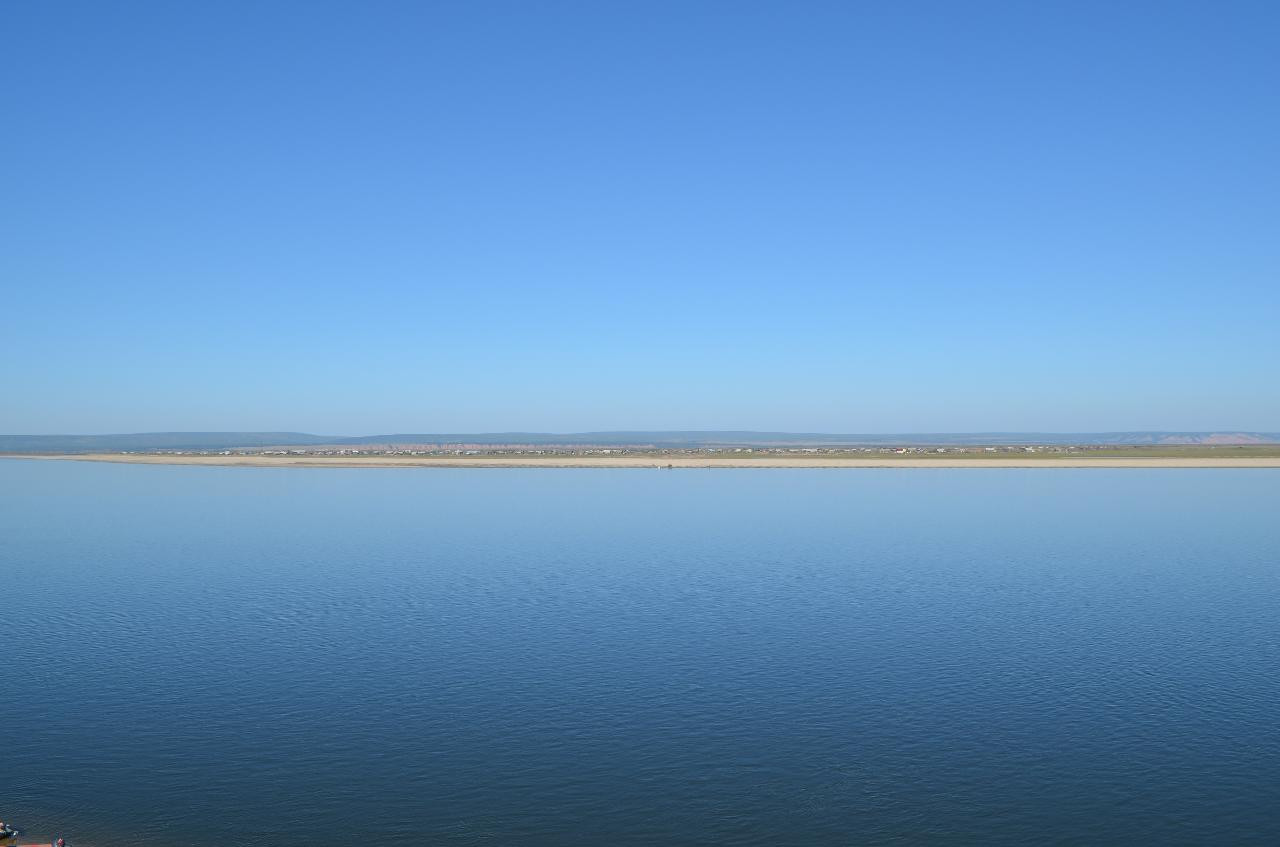
Кыллах
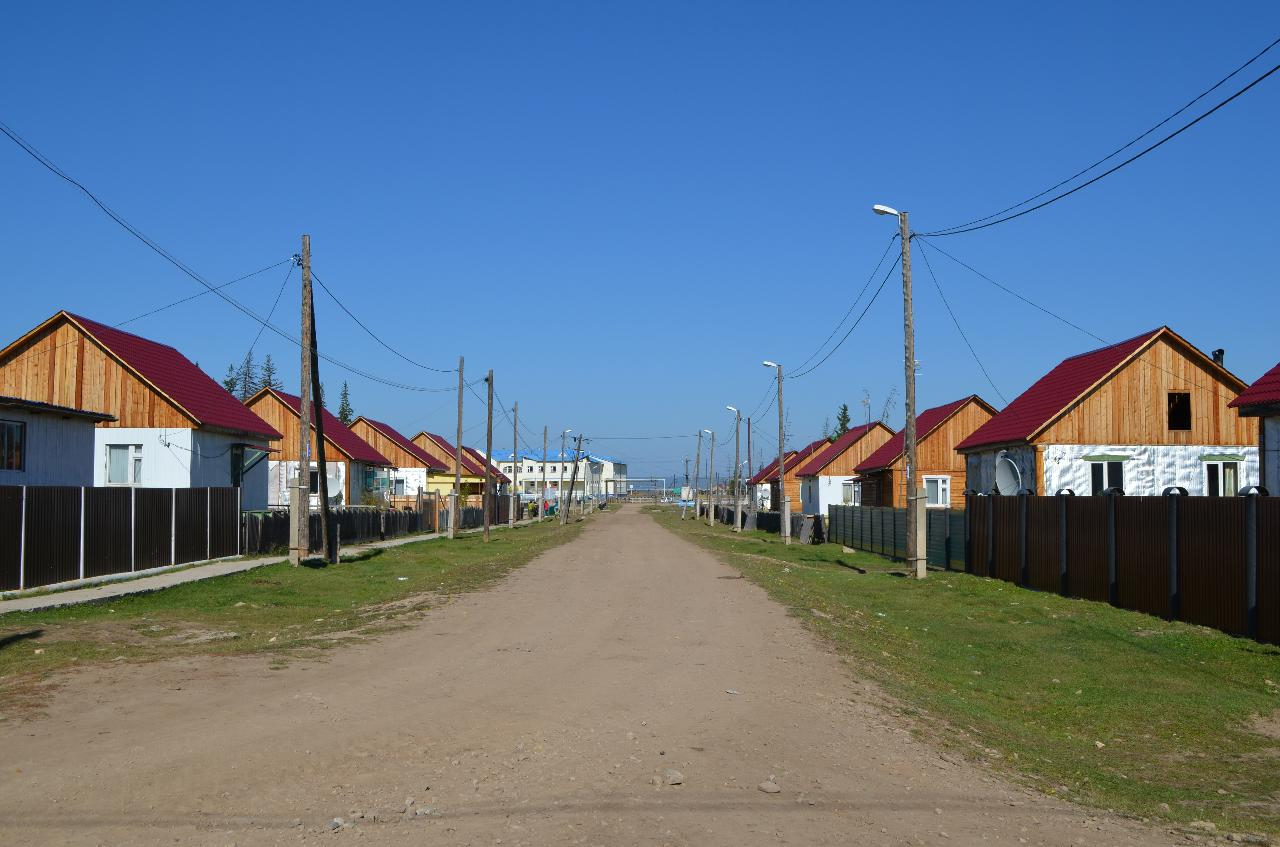
Даппарай